# 이번 생도 잘 부탁해 (드라마)
《이번 생도 잘 부탁해》는 2023년 6월 17일부터 2023년 7월 23일까지 방송되었던 tvN 토일 드라마로 네이버 웹툰에 연재된 이혜 작가 웹툰 《이번 생도 잘 부탁해》를 원작으로 하여 제작되었다.

## 제작진

### 극본
- 최영림
- 한아름

### 연출
- 이나정 : KBS 2TV 추석 특집 드라마 《무기여 잘 있거라》(조연출), KBS 2TV 월화 드라마 《최강칠우》(조연출), KBS 1TV TV 소설 《청춘예찬》(조연출), KBS 2TV 주말 특별 기획 드라마 《열혈 장사꾼》(조연출), KBS 2TV 수목 드라마 《공주의 남자》(조연출), KBS 1TV 일일 드라마 《당신뿐이야》(공동 연출), KBS 2TV 수목 드라마 《세상 어디에도 없는 착한남자》(공동 연출), KBS 2TV KBS 드라마 스페셜 2013 《연우의 여름》(연출), KBS 1TV 광복 70주년 특집 드라마 《눈길》(연출), KBS 2TV 월화 드라마 《오 마이 비너스》(공동 연출), KBS 2TV 수목 드라마 《쌈 마이웨이》(연출), 넷플릭스 《좋아하면 울리는 시즌 1》(연출), tvN 토일 드라마 《마인:MINE》(연출) 연출

## 기획 의도
전생을 기억하는 인생 19회차 반지음이 꼭 만나야만 하는 문서하를 찾아가면서 펼쳐지는 로맨스

## 등장 인물

### 주요 인물
- 신혜선 : 반지음/윤주원 역 (아역 : 박소이, 김시아) - "서하야, 이번 생은 온전히 너를 만나기 위해 태어난 거야."

MI호텔 전략기획팀 팀원 (前 MI모비티 선임연구원). 전생 초원의 언니. 천년을 살아온 내공이 착착 쌓여 만들어졌다. 멋지고 대찬 기세, 따뜻하지만 쿨한 성품, 신이 '반'할 정도로 '지'어냈'음'을 줄인 이름, '반지음'이다. 이번 생은 쉽지 않았다. 지질하게 가난하고 불우한 가정, 애저녁에 도망간 엄마, 알콜중독 아빠, 양아치 같은 오빠.. 정체 모를 불안과 이유 없는 슬픔이 그림자처럼 따라다녔고… 계속 뭔가를 기다리는 기분이 들었다. 그러다 9살 여름 오후에, 전생의 모든 기억이 돌아왔다. (18회차 인생 : 윤주원, 17회차 인생 : 김중호…) 기억이 돌아오고 가장 먼저 든 생각은, ‘서하, 살았을까?’ 전생의 인연과 엮여봤자 환멸이 눈더미처럼 내려앉았었기에 참아보려 했다. 하지만 자꾸 '서하', 그 아이가 밟혔다. '나는, 너를 다시 기억해냈다.. 너는, 나를 기억하고 있을까?' 뭐든 한 번 꽂히면, 물불 안 가리고 그냥 직진해 버리는 저돌적인 성격, 그 성격이 천 년 가까이 살아오며 한결같이 유지해 온 팔자였다. 다리 한번 편하게 뻗지 못하고 스스로를 괴롭히며 살아왔지만 이번 생엔, 그 저돌적인 성격 덕분에 서하를 다시 만날 수 있었다. 서하를 다시 만나기 위해선, 인생을 리셋해야 했다. 전생의 능력치를 총동원해, 폭주 기관차처럼 달렸다.
스타퀸 만능소녀로 스타트를 끊었고, 서하가 있는 MI모비티 입사를 향해 돌진했다. 대학 조기입학과 졸업, 최연소 선임연구원에 이르기까지. 반지음, 이제 문서하를 만나러 간다. 이제부터 노브레이크, 직진이다!
- 안보현 : 문서하 역 (아역 : 정현준) - "반지음 씨, 왜 이렇게 갑자기 나타나요?"

MI호텔 전략기획팀 전무, 주원의 첫사랑. 눈동자에 많은 생각이 서려 있는 쓸쓸한 눈빛. 마음속은 아직도 소년인 채로 상처 속에 머물러있을 때가 있다. 무수한 사람들이 곁에 머물고자 했으나 그는 매정하게 쳐냈다. '결국엔 이 또한 떠나겠지, 사라지겠지, 죽겠지.' 싶은 두려움 때문이었다. 아버지는 늘 바빴고 어머니는 깊은 사랑을 줬지만 병이 깊어 곁에 있어줄 시간이 없었다. 그런 서하를 '사랑스러운 아이'로 봐준 유일한 사람이 '주원 누나'였다. 어딘가 비밀스런 주원의 말들이 폭풍 속 촛불 같던 서하의 감정을 붙잡아줬다. 엄마의 죽음 이후 주원이 세상의 전부였고, 깊이 믿었고, 깊이 좋아했고, 마음속이 온통 주원뿐이었다. 하지만, 예상치 못한 사고로 헤어지게 된 이후, 서하의 세계는 닫혀버렸다. 귀를 다치는 바람에 세상은 칠흑같이 고요 해졌고.. 메말라 갔다. 아버지는 그런 서하를 견디지 못하고 해외로 유배를 보냈다. 섬처럼 떠돌며 살다가 엄마와의 추억이 깃든 호텔로 돌아왔다. 어릴 적부터 겪은 사랑하는 이들의 부재와 청력을 잃은 고통을 품고 살아야 하지만 그 속은 깊고 강하다. 그런데… 웬 이상한 여자가 눈앞에 나타났다.
이상한 기시감이 든다. 어쩐지 낯설지 않은.. 생의 어디쯤에서 만난 듯한 감정… 그 순간 누나가 했던 말이… 불현듯 떠올랐다. "그거 알아? 죽으면 다시 태어난다?“ “넌 전생을 믿어? 난 믿어. 왜냐면 난 기억하거든."
- 하윤경 : 윤초원 역 (아역 : 기소유) - 지음 전생(주원)의 여동생, 조경사. 유선의 딸.

누가 봐도 사랑스러울 정도로 밝고 귀엽다. 초원은 지음이 주원(인생 18회차)이었을 때, 작고 이쁜 조약돌 같은 여동생이었다. 천성이 착해 자기 욕심을 반으로 갈라, 먹던 걸 나눠주던 아이였다. 어린 나이에 둘도 없이 지내던 언니 주원과 이별한 후 애써 밝은 척하며 지내다 만난 것이 꽃과 나무와 식물들의 세계였다. '모든 것이 피었다 지고, 죽은 것처럼 보였던 가지에서 새순이 돋는구나..' 막 태어난 새순을 보며, 산다는 것은 의지를 갖고 사는 일임을 깨달았다. 세상의 이별과 죽음은- 이겨내야 하는 게 아니라, 지혜롭게 겪어야 할 일이라는 걸. 언젠가 서하 오빠가 한국으로 돌아와 다시 만난다면, 더 좋은 모습을 보여줘야지. 그런데, 안 돌아 올 줄 알았던 서하가 한국에 왔단다, 도윤과 함께. 초원의 심장이 다시 두근거린다. 하지만 다시 돌아온 서하는, 초원을 피하기만 한다. 온갖 핑계로 피하기만 하는 서하가 이해되지 않았고, 아직도 '과거의 그날'에서 벗어나지 못한 서하가 답답하기만 했다. 하지만 초원은 서하의 눈물을 보기 전까지는 상처를 잊는 속도가 모두 다르다는, 그 당연한 것을 생각하지 못했다.
한편 '반지음'이라는 여자와 마주치게 된다. 자기보다 어린 이 여자에게서... 자꾸만 언니의 모습이 겹쳐 보인다. 반지음 이 여자, 대체 정체가 뭐지…?
- 안동구 : 하도윤 역 - 서하의 비서이자 절친, 도진의 형.

엄마를 대신해 태어난 늦둥이 동생을, 한 번도 미워한 적 없는, 속 깊은 아이였고, 아버지 속 썩일 일 걱정 없이, 공부든 운동이든 뭐든 처음부터 잘하던 아이였다. 하지만 아버지의 갑작스러운 죽음 이후, 끔찍한 세상으로 나가떨어졌다. 아홉 살의 도윤은 자신의 상처를 돌볼 겨를도 없이, 빈자리를 홀로 채웠다. 일곱 살 터울 동생에게 아버지이자 어머니, 형의 역할을 해야 했기 때문이었다. 세상에 치이고 싶지 않아, 늘 주먹을 꽉 쥐고 살아 나가야 했고, 기쁜지, 슬픈지, 화가 나는지, 어떠한 감정도 쉽사리 꺼내놓지 않는 아이가 되었다. 돈 많은 것들은 재수 없어 날이 서 있던 학창 시절에 자신만큼이나 까칠한 서하를 만났다. 불안하고 복잡했던 그때, '귀머거리 재벌 2세' 문서하에게서, 왠지 모를 동질감을 느꼈다. 사람들 틈에 스며들지 않으려 까칠하게 구는 모습부터, 깊은 상처 속에 잠겨 있는 눈동자. 겪어본 사람만 아는, 그 감정들.. 인생의 배경은 다르지만, 어딘가 닮은 두 사람이었다. 아무 말 하지 않아도, 서로가 서로에게 이해되는, 그런- 묘한 관계였다. 그러던 중, 서하의 아버지 '문회장'에게 뜻밖의 제안을 받게 됐다. '서하와 함께 유학을 가달라. 대신, 서하의 일거수일투족을 보고하라.' 그렇게 서하와 함께 독일로 떠났고, 그 뒤로, 서하와는 막역한 사이가 됐다. 서하의 절친한 벗이자, 충직한 비서의 관계로 십수 년째 이제는 단 몇 마디로, 서하의 불안과 예민함을 진정시켜 줄 수 있는 유일한 사람이 되었다. 허나, 뛰어넘을 수 없는 벽이 있었다.
'문서하 밑이나 닦아주는 놈'이란 말을 들을 때마다 못난 자격지심이 들끓었고, 문회장에게 서하의 일거수일투족을 보고하러 갈 때마다 묘한 죄책감에 시달렸다. 숨이 턱턱 막혀왔다. 차라리 어딘가에서 사고라도 터졌으면 좋겠다, 싶었을 즈음.. 초원이 여자로 보이기 시작했다. 거칠 것 없이 씩씩하고, 거리낌 없이 상냥하고, 구김살 없이 싱그럽게 웃는 여자.. 꽉 움켜쥐고 있던 주먹을 펴서, 흐트러진 옆머리를 넘겨주고 싶게 만드는 여자. 근데, 내가 이 여자를 좋아해도 되는 걸까? 나 까짓게 뭐라고.

### 지음의 인연들
- 차청화 : 김애경 역 - "세상에 어떤 이치로.. 우리 둘이 이렇게 만나게 됐는 가는 몰라도.. 아무튼 너 어렸을 때부터.. 너 키우면서 참말로 재미지고 행복혔어..."

17회차 인연 (애경 김치찜 식당 운영) 지음의 17회차 인생, '김중호'였을 때, 가여운 형의 가엾은 딸이었다. 형 내외가 죽고 서커스단에서 유랑을 다니며 키운, 내내 아픈 손가락이었던 애경이. 지음이 두 번이나 환생하는 사이, 애경은 중년의 나이에 접어들어 있었다. 애경이 서른여섯 되던 해, 꽈배기가 지글지글 튀겨지던 더운 여름날- 꼬질꼬질한 여자애, '지음'이 애경의 분식집으로 뛰어 들어왔다. "나야 중호 삼촌. 돈 좀 빌려줘!" 다짜고짜 손을 내밀었다. 맹랑하게 돈을 빌려달라며, 자신이 '중호 삼촌'의 환생이라고 말했던 어린 지음. 애경은 그런 지음이 황당해하면서도, 어딘가 마음이 갔다. 그리고 왠지 모르게, 중호 삼촌이라 슬슬 믿어지기 시작했다. 아무렴 어떠랴, 서커스단을 떠나 혼자 묵묵히 살아온 외로운 인생에 저 조막만 한 꼬맹이 하나가 같이 하면 어떠랴. 그렇게 둘은 믿거나 말거나 절친이자 조카이자 동거인이 되었다.
고단한 날엔, 고구마에 동치미, 막걸리 한 사발 내어주며 말동무가 되어주고.. 비 오는 날엔, 옛날 가락 흥얼대며.. 지난 생에서 못다 한 연을 이어가나 했는데.. 자꾸만 가슴이 찌르르 아파오는 게 심상치가 않다.
- 강명주 : 조유선 역 (젊은 시절 : 김유미 (특별출연)) - 지음 전생의 엄마 (주원, 초원의 엄마), 해맑고 유쾌한 여자.

해맑고 유쾌한 여자. 유복한 집안에서 굴곡 없이 살았고, 어여쁜 딸을 낳았다. 주원은 늘 과분한 딸이었다. 해서, 세상의 온갖 이쁜 것들로 애지중지 키웠는데... 청천 하늘에 날벼락이라고 했던가. 딸애가 벼락같은 사고로 죽어버린 것이다. 세상에 막이 하나 씌워진 기분이었다. 그 갑갑함과 답답함과 허무함을 견딜 수가 없었다. '그날, 너를 혼자 보내는 게 아니었는데.. 엄마가 미안해.' 자책과 분노로 세월을 보냈다. 그런 어느 날.. '반지음'이라는 아가씨가 눈앞에 나타났다. 담벼락 너머로, 몰래 보고 가던 아가씨.. 뭔가 묘하다 싶었는데.. 문득, 주원이 죽기 전에 했던 말이 떠올랐다. "엄마.. 다시 태어나서 엄마 보러 올 거니깐.. 슬퍼하지 말고.. 그냥 잘살고 있으면 돼." 주원이가 분명 그렇게 말했었다.. 그럴 리 없겠지만.. 혹시, 주원이 너니…?
- 백승철 : 반학수 역 - 동우와 지음의 아버지

알콜 중독에, 무능력한 가장으로 아내는 애 둘을 두고 일찍부터 도망갔고, 자신을 쏙 빼닮은 양아치 같은 아들놈과 허구헌날 싸움질을 해대는 게 일과. 그나마 딸 하나는 잘 낳아서, 만능소녀로 소문이 나 돈을 벌어왔다. 그 돈으로 술 사먹는 게 쏠쏠했는데… 어느 날 집을 나가 돌아오지 않았다.
- 문동혁 : 반동우 역 - 지음의 오빠, 학수의 아들.

아버지한테 배운 거라곤, 남 등쳐먹는 법, 거저 얻는 꼼수, 돈, 돈, 돈타령뿐. 하지만 그마저도 어수룩한 탓에 쉽지가 않다. 대기업에 입사한 동생 지음에게 돈을 뜯어내려 안간힘을 쓰지만, 호락호락하지 않다. 우연히 사채업자 사무실에서 엄청난 비밀, 아니, 돈이 될 만한 건수를 엿듣고 만다.

### 지음의 전생들
- 김시아 : 윤주원 역 - "넌 전생을 믿어? 난 믿어. 난 이번 생이 처음이 아니거든."

인생 18회차 / WW엔터의 장녀 / 1986년생, 한국. 지음의 바로 이전 생인, 18회차 인생. 유선의 딸. 초원의 언니. 지음의 바로 이전 생인, 18회차 인생. 유복한 집안에서 자란 유선의 딸이자 초원의 언니였다. 여러 번의 환생을 경험하면서 좋은 부모와 집안에서 태어난 것을 보기 드문 행운으로 여기며 살다가 9살 서하를 만났다. 까칠했던 첫인상과 다르게 어린 서하는 알면 알수록 특별했다. 인생 18회차 동안 여러 감정을 겪으며 더 이상 누군가를 좋아하는 일은 없을 거라 생각했는데, 서하는 예외였다. 서하랑 있으면 진짜 열두 살이 된 기분이었다. 따뜻하고 평범한, 그래서 귀한 날들이었다.
- 이재균 : 김중호 역 - "그니께 슬퍼하지 말고 잘살고 있으면 되는 것이여."

인생 17회차 / 동백서커스단 단원 / 1956년생, 한국. 지음의 17회차 인생. 애경의 삼촌. 지음의 17회차 인생. 공중제비를 돌고, 아코디언을 연주하던 서커스 단원이었다. 가여운 형의 가엾은 딸 애경이를, 형 내외가 죽고 서커스단에서 유랑 다니며 살아있는 동안 내내 성심껏 돌보고 키웠다. 위험해질수록 아름다워진다는 생각에 무리한 곡예를 해서 늘 어린 애경이를 조마조마하게 한다. 폐병에 걸려 오랜 기침 끝에 어린 애경을 두고 먼저 짧은 생을 마감한다.
- 채종협 : 복동이 역 - 일제강점기 시대 인력거꾼 (특별출연)

### 서하의 인연들
- 이보영 : 이상아 역 - 서하의 엄마, 前 MI호텔 대표. (특별출연)

반듯하고 온화하며 우아한 여자. 정훈의 아내. 유선의 친구. 반듯하고 온화하며 우아한 여자. 거기다 재력까지 겸비했으니 어딜가나 시선을 사로잡는 사람이었다. 그런데, 문회장과 결혼하는 순간부터 인생이 시들어 가기 시작했다. 꽃잎처럼 마냥 사랑스럽고 탐스러웠던 삶이, 한순간에 허무하게 시들어 버리고 말았다. 서하를 위해 활기를 되찾으려 노력했으나, 낫기 힘든 병에 걸리고 만다. 혼자 남겨질 서하를 위해, 절친한 친구였던 유선의 딸 '주원'에게 서하를 부탁한다.
- 최진호 : 문정훈 역 - 서하의 아버지, MI그룹 회장.

상아의 남편. 상혁의 손아래 동서. 그룹의 총수 자리를 지키기 위해 매사에 냉철했고, 감정에 휘둘려선 안 되는 거라고 여겼다. 그러나 본래 타고나기를 냉혹한 기질로 태어났다는 것을, 아내 상아를 만나고 나서야 알게 됐다. 사랑하지 않은 것은 아니었으나 그녀를 불행 속에 시들어 가게 하고 말았다. 상아를 잃고 나서야 알게 됐다. 채워지지 않았던 감정적 허기를 그녀가 채워주고 있었음을. 뒤늦은 후회를 내색할 순 없었지만 속은 타들어 갔고, 견딜 수가 없었다. 그런데, 연달아 사고가 터져버렸다. 그때, 깨닫는다. 서하를 상아처럼 잃을 순 없다고- 그래서 더 강하게 다그쳤고, 완벽하게 키우려 했다. 평생을 그렇게 살아왔으니 다른 방법은 알지도 못했다. 그게 잘못된 방법이라는 것도 모른 채.
- 이해영 : 이상혁 역 - 서하 외삼촌, MI그룹 이사.

유들유들하고 훈훈한 인상. 상아의 오빠. 정훈의 손윗 처남. 유들유들하고 훈훈한 인상. 똑똑하고 섬세해 일은 잘 하지만 야심은 없다. 때문에 MI그룹 문회장은 상혁을 믿고 줄곧 곁에 뒀다. 여동생인 상아를 아낀 만큼, 상아의 아들인 서하에게도 애정을 쏟았다. 서하에게만큼은 유일하게 믿을 수 있는 어른이자 좋은 외삼촌.

### MI 그룹
- 배해선 : 장연옥 역 - MI호텔 대표

이지적인 외모 안에 가득 찬 야망, 고등학생이던 상아의 가정교사 출신. 이지적인 외모 안에 가득 찬 야망. 대학생 때, 고등학생이던 상아(서하 母)의 가정교사 일을 맡게 되면서 재벌가의 화려한 세계의 눈을 뜨게 되고, 인생을 리셋하고 싶어졌다. 무엇을 가져도 상아 밑이었고, 어떻게 꾸며도 상아에게만 시선이 쏠렸다. 아픈 상아가 결국 세상을 떠나던 날, 사실... 후련했다. 그렇게 상아가 대표로 있던 호텔의 대표직 자리까지 꿰차게 됐다. 이런 야망이 원래부터 가슴 깊은 곳에 도사리고 있던 건지, 상아 곁에 있다 보니 견물생심이 생긴 건지. 하지만, 이제 이런 건 중요하지 않다. 중요한 건, 이제 그런 욕심을 숨길 필요가 없다는 거다.
- 빈찬욱 : 찬혁 역 - 연옥의 아들

술 마시고 노는 걸 좋아해 연옥의 속을 자주 썩이곤 한다

### 그 외 인물
- 류해준 : 이지석 역 - 대환그룹 부사장, 서하 동창.

굴지의 대기업 대환그룹의 장남. 번듯한 배경과 다르게 왠지 모르게 찌질하다. 고등학교 동창이었던 서하는 항상 적대적이었고, 왜 그런지 모든 게 꼬여있었다. 혼자만의 세상에 갇힌 것처럼 항상 날이 서 있었다. 속으로는 '난 잘해주려고 하는데...'라고 생각하지만 찌질함이 어디 가랴, 자주 속이 삐뚤어진다. 돌연 독일에서 돌아온 서하와 반지음이라는 이상한 여자와 자꾸만 얽히게 된다. 초원이를 오랫동안 좋아하고 혼자 결혼까지 생각한다.
- 이채민 : 강민기 / 천운 역 - 애경식당 아르바이트생

어느 날, 지음의 곁으로 찾아온 신비로운 청년. 지음의 전생 기억 속 첫번째 생의 인연. (5회 ~)
- 이한나 : 이한나 역 - 댄서

자유분방한 댄서, 민기의 지인. 서하의 어머니인 죽은 상아의 모습으로 환생한 인물. (4회 ~)
- 이시우 : 하도진 역 - 도윤의 동생

도윤의 늦둥이 동생으로, 국가대표 준비 중이다. 친형만큼이나 서하를 잘 따르는, 대형견 같은 귀여운 동생.

### 기타 인물
- 고하 : 고수진 역 - 호텔 기획 팀 직원. 와튼 스쿨 출신의 유능한 인재로 이지적이고 세련된 외모로 시선을 끄는 냉미녀.
- 강현오 : 양식 역
- 박정언 : 식물까페 주인 역
- 남진복 : 방 사장 역[1]
- 미상 : 임창수 역 - 보안업체 대표.
- 미상 : 환생을 반복하는 친구 역

### 특별출연
- 유민상 : 스타퀸 진행자 역

## 시청률
최저 시청률과 최고 시청률은 시청률 조사회사와 지역별로 시청률에 차이가 있을 수 있습니다.
| 2023년 | 2023년   | 2023년                                               | 2023년         | 2023년       |
| 회차   | 방송일   | 부제                                                 | 닐슨 시청률    | 닐슨 시청률  |
| 회차   | 방송일   | 부제                                                 | 대한민국(전국) | 서울(수도권) |
| ------ | -------- | ---------------------------------------------------- | -------------- | ------------ |
| 제1회  | 6월 17일 | 희비애환 : 기쁨과 슬픔과 애처로움과 즐거움           | 4.272%         | 4.932%       |
| 제2회  | 6월 18일 | 무한추구 : 한번 일을 시작하면 끝을 내려고 노력함     | 5.488%         | 6.078%       |
| 제3회  | 6월 24일 | 애별리고 : 사랑하는 사람과 헤어져야 하는 괴로움      | 4.947%         | 5.392%       |
| 제4회  | 6월 25일 | 상사불망 : 서로 그리워하여 잊지못하는 마음           | 5.733%         | 6.283%       |
| 제5회  | 7월 1일  | 호접지몽 : 내가 나비인지, 나비가 나인지              | 4.454%         | 4.701%       |
| 제6회  | 7월 2일  | 흉중생진 : 가슴 속에 생긴 티끌                       | 5.590%         | 5.988%       |
| 제7회  | 7월 8일  | 동고동락 : 즐거움도 힘듦도 함께 하는 사이            | 4.125%         | 5.027%       |
| 제8회  | 7월 9일  | 건곤일척 : 자신의 운명을 걸고, 주사위를 던지다       | 4.481%         | 4.789%       |
| 제9회  | 7월 15일 | 거자필반 : 헤어진 사람은 언젠가 반드시 돌아오게 된다 | 4.504%         | 4.790%       |
| 제10회 | 7월 16일 | 사필시종 : 모든 일에는 시작과 끝이 있다              | 4.367%         | 4.481%       |
| 제11회 | 7월 22일 | 임전무퇴 : 싸움에 있어서는 물러남이 없다             | 3.501%         | 4.199%       |
| 제12회 | 7월 23일 | 결자해지 : 매듭을 묶은자가 풀어야 한다               | 4.502%         | 4.973%       |

## 참고 사항
- 이보영, 정현준은 tvN 토일 드라마 《마인:MINE》 이후 2년 만에 재회하여 캐스팅 되었다.

## 같이 보기
- 대한민국의 텔레비전 드라마 목록 (ㅊ)
- 2023년 대한민국의 텔레비전 드라마 목록